# Југ Станојев
Југ Станојев (Нови Сад, 29. јула 1999) српски је фудбалер који тренутно наступа за Спартак из Суботице.

## Статистика

### Клупска
Ажурирано 26. јул 2022.
|                      |          |                     |     |    |   |   |   |   |   |   |     |    |  |  |
| Црвена звезда        | 2020/21. | Суперлига Србије    | 0   | 0  | 0 | 0 | — | — | — | — | 0   | 0  |  |  |
|                      |          |                     |     |    |   |   |   |   |   |   |     |    |  |  |
| Графичар (позајмица) | 2017/18. | Српска лига Београд | 9   | 1  | — | — | — | — | — | — | 9   | 1  |  |  |
| Графичар (позајмица) | 2018/19. | Српска лига Београд | 22  | 9  | — | — | — | — | — | — | 22  | 9  |  |  |
| Графичар (позајмица) | 2019/20. | Прва лига Србије    | 29  | 7  | — | — | — | — | — | — | 29  | 7  |  |  |
| Графичар (позајмица) | Укупно   | Укупно              | 60  | 17 | — | — | — | — | — | — | 60  | 17 |  |  |
|                      |          |                     |     |    |   |   |   |   |   |   |     |    |  |  |
| ТСЦ Бачка Топола     | 2020/21. | Суперлига Србије    | 29  | 5  | 3 | 0 | 0 | 0 | — | — | 32  | 5  |  |  |
| ТСЦ Бачка Топола     | 2021/22. | Суперлига Србије    | 34  | 1  | 3 | 0 | — | — | — | — | 37  | 1  |  |  |
| ТСЦ Бачка Топола     | 2022/23. | Суперлига Србије    | 3   | 0  | 0 | 0 | — | — | — | — | 3   | 0  |  |  |
| ТСЦ Бачка Топола     | Укупно   | Укупно              | 66  | 6  | 6 | 0 | 0 | 0 | — | — | 72  | 6  |  |  |
|                      |          |                     |     |    |   |   |   |   |   |   |     |    |  |  |
| Каријера             | Каријера | Каријера            | 126 | 23 | 6 | 0 | 0 | 0 | — | — | 132 | 23 |  |  |
|                      |          |                     |     |    |   |   |   |   |   |   |     |    |  |  |

### Утакмице у дресу репрезентације
| Репрезентација Србије у узрасту до 18 година старости | Репрезентација Србије у узрасту до 18 година старости | Репрезентација Србије у узрасту до 18 година старости | Репрезентација Србије у узрасту до 18 година старости | Репрезентација Србије у узрасту до 18 година старости | Репрезентација Србије у узрасту до 18 година старости | Репрезентација Србије у узрасту до 18 година старости | Репрезентација Србије у узрасту до 18 година старости | Репрезентација Србије у узрасту до 18 година старости | Репрезентација Србије у узрасту до 18 година старости |
| #                                                     | Датум                                                 | Такмичење                                             | Локација                                              | Домаћин                                               | Резултат                                              | Гост                                                  | Гол                                                   | Реф.                                                  |                                                       |
| ----------------------------------------------------- | ----------------------------------------------------- | ----------------------------------------------------- | ----------------------------------------------------- | ----------------------------------------------------- | ----------------------------------------------------- | ----------------------------------------------------- | ----------------------------------------------------- | ----------------------------------------------------- | ----------------------------------------------------- |
| 1.                                                    | 29. новембар 2016.                                    | Пријатељска утакмица                                  | Кућа фудбала, Стара Пазова                            | Србија                                                | 3 : 1                                                 | Црна Гора                                             | Гол                                                   | [ 19 ]                                                |                                                       |
| 2.                                                    | 1. децембар 2016.                                     | Пријатељска утакмица                                  | Кућа фудбала, Стара Пазова                            | Србија                                                | 0 : 0                                                 | Црна Гора                                             |                                                       | [ 20 ]                                                |                                                       |
| 3.                                                    | 13. децембар 2016.                                    | Међународни турнир у Израелу                          |                                                       | Србија                                                | 3 : 0                                                 | Јужна Кореја                                          | Гол                                                   | [ 21 ]                                                |                                                       |
| 4.                                                    | 15. децембар 2016.                                    | Међународни турнир у Израелу                          | Стадион у Шефајиму                                    | Србија                                                | 0 : 2                                                 | Немачка                                               |                                                       | [ 22 ]                                                |                                                       |
| 5.                                                    | 21. март 2017.                                        | Пријатељска утакмица                                  | Стадион у Ајдовшчини, Ајдовшчина                      | Словенија                                             | 1 : 0                                                 | Србија                                                |                                                       | [ 23 ]                                                |                                                       |
| 6.                                                    | 23. март 2017.                                        | Пријатељска утакмица                                  | Стадион у Ајдовшчини                                  | Словенија                                             | 0 : 1                                                 | Србија                                                |                                                       | [ 24 ]                                                |                                                       |
| 7.                                                    | 18. април 2017.                                       | Пријатељска утакмица                                  | Кућа фудбала, Стара Пазова                            | Србија                                                | 2 : 0                                                 | Узбекистан                                            |                                                       | [ 25 ]                                                |                                                       |
| 8.                                                    | 20. април 2017.                                       | Пријатељска утакмица                                  | Кућа фудбала, Стара Пазова                            | Србија                                                | 2 : 2                                                 | Узбекистан                                            |                                                       | [ 26 ]                                                |                                                       |
| 9.                                                    | 18. мај 2017.                                         | Пријатељска утакмица                                  | Кућа фудбала, Стара Пазова                            | Србија                                                | 3 : 1                                                 | Чешка                                                 | Гол                                                   | [ 27 ]                                                |                                                       |
| 10.                                                   | 3. јун 2017.                                          | Пријатељска утакмица                                  | Кућа фудбала, Стара Пазова                            | Србија                                                | 3 : 0                                                 | Француска                                             |                                                       | [ 28 ]                                                |                                                       |
| 10                                                    | Укупан број утакмица и постигнутих погодака           | Укупан број утакмица и постигнутих погодака           | Укупан број утакмица и постигнутих погодака           | Укупан број утакмица и постигнутих погодака           | Укупан број утакмица и постигнутих погодака           | Укупан број утакмица и постигнутих погодака           | 3                                                     | [ 29 ]                                                |                                                       |

| Репрезентација Србије у узрасту до 19 година старости | Репрезентација Србије у узрасту до 19 година старости | Репрезентација Србије у узрасту до 19 година старости | Репрезентација Србије у узрасту до 19 година старости | Репрезентација Србије у узрасту до 19 година старости | Репрезентација Србије у узрасту до 19 година старости | Репрезентација Србије у узрасту до 19 година старости | Репрезентација Србије у узрасту до 19 година старости | Репрезентација Србије у узрасту до 19 година старости | Репрезентација Србије у узрасту до 19 година старости |
| #                                                     | Датум                                                 | Такмичење                                             | Локација                                              | Домаћин                                               | Резултат                                              | Гост                                                  | Гол                                                   | Реф.                                                  |                                                       |
| ----------------------------------------------------- | ----------------------------------------------------- | ----------------------------------------------------- | ----------------------------------------------------- | ----------------------------------------------------- | ----------------------------------------------------- | ----------------------------------------------------- | ----------------------------------------------------- | ----------------------------------------------------- | ----------------------------------------------------- |
| 1.                                                    | 31. август 2017.                                      | Меморијални турнир „Стеван Вилотић Ћеле”              | Градски стадион, Суботица                             | Србија                                                | 3 : 1                                                 | Шкотска                                               | Гол                                                   | [ 30 ]                                                |                                                       |
| 2.                                                    | 4. септембар 2017.                                    | Меморијални турнир „Стеван Вилотић Ћеле”              | Стадион крај Сомборске капије, Суботица               | Србија                                                | 3 : 1                                                 | Израел                                                |                                                       | [ 31 ]                                                |                                                       |
| 3.                                                    | 4. октобар 2017.                                      | Квалификације за Европско првенство                   | Стадион у Вексворду, Вексфорд                         | Србија                                                | 1 : 0                                                 | Кипар                                                 |                                                       | [ 32 ]                                                |                                                       |
| 4.                                                    | 7. октобар 2017.                                      | Квалификације за Европско првенство                   | Стадион у Вексворду                                   | Србија                                                | 4 : 1                                                 | Азербејџан                                            |                                                       | [ 33 ]                                                |                                                       |
| 5.                                                    | 10. октобар 2017.                                     | Квалификације за Европско првенство                   | Стадион у Вексворду                                   | Република Ирска                                       | 2 : 1                                                 | Србија                                                |                                                       | [ 34 ]                                                |                                                       |
| 6.                                                    | 13. новембар 2017.                                    | Пријатељска утакмица                                  | Кућа фудбала, Стара Пазова                            | Србија                                                | 0 : 2                                                 | Холандија                                             |                                                       | [ 35 ]                                                |                                                       |
| 7.                                                    | 21. март 2018.                                        | Квалификације за Европско првенство                   | Стадион Илие Оана, Плоешти                            | Румунија                                              | 4 : 0                                                 | Србија                                                |                                                       | [ 36 ]                                                |                                                       |
| 8.                                                    | 27. март 2018.                                        | Квалификације за Европско првенство                   | Тренинг центар, Буфтеа                                | Србија                                                | 3 : 2                                                 | Шведска                                               | Гол                                                   | [ 37 ]                                                |                                                       |
| 8                                                     | Укупан број утакмица и постигнутих погодака           | Укупан број утакмица и постигнутих погодака           | Укупан број утакмица и постигнутих погодака           | Укупан број утакмица и постигнутих погодака           | Укупан број утакмица и постигнутих погодака           | Укупан број утакмица и постигнутих погодака           | 2                                                     | [ 29 ]                                                |                                                       |

## Трофеји, награде и признања
Графичар
- Српска лига Београд : 2018/19.[38]